# Србија на Песми Евровизије 2023.
Србија је учествовала на Песми Евровизије 2023. у Уједињеном Краљевству од 9. до 13. маја. Србија у 2023. години је бирала свог представника кроз национално финале Песма за Евровизију '23. У финалу избора 4. марта 2023. одлучено је да ће Србију на Песми Евровизије 2023. представљати Лука Ивановић познатији као Luke Black са песмом Само ми се спава. Србија се пласирала у финале, где је заузела 24. место.
Промотивни период и само такмичење је одржано током дана жалости, политичке кризе и протестних скупова у Србији и српској дијаспори након вишеструких убистава у ООШ „Владислав Рибникар” и у околини Младеновца и Смедерева.

## Историја
Пре такмичења 2023, Србија је четрнаест пута учествовала на Песми Евровизије од свог првог појављивања 2007, победивши на такмичењу са својом дебитантском песмом Молитва у извођењу Марије Шерифовић. Од 2007. године, Србија се нашла у финалу 11 од могућих 14 пута. 10 пута се квалификовала за финале, док је једанпут била аутоматски пласирана за финале. Србија није успела да се квалификује 2009, 2013. и 2017. године и то увек са малом маргином поена. Српски представник на Песми Евровизије 2022, Констракта са песмом In corpore sano, се пласирала у финале и завршила на петом месту.
Српски национални емитер, Радио-телевизија Србије (РТС), емитује такмичење у Србији и организује процес селекције песме која ће представљати Србију. У периоду од 2007. до 2009, Србија је користила фестивал Беовизија да изабере своје представнике. После неуспеха 2009. са песмом Ципела коју изводе Марко Кон и Милан, Србија мења свој приступ и интерно бира композитора или композиторе који пишу више песама за пар извођача. Овај систем се користио 2010, 2011. и 2015. РТС је 2010. одабрао Горана Бреговића да компонује песме за национално финале са три извођача, док су 2011. Корнелије Ковач, Александра Ковач и Кристина Ковач добили задатак да компонују по једну песму. 2012. године, РТС интерним избором бира Жељка Јоксимовића и песму Није љубав ствар, којом обезбеђује треће место, други најбољи резултат Србије до тад. 2013. године РТС се вратио на формат отвореног националног финала и организовао такмичење Беосонг. Победничка песма Беосонга Љубав је свуда коју је извела група Моје 3, није успела да се пласира у финале. РТС је 2015. године одабрао Владимира Граића, композитора српске победничке песме из 2007, да искомпонује песме за национално финале са три извођача. РТС је интерно одабрао српске извођаче 2016. и 2017. године одлуком музичких уредника РТС-а. Од 2018. до 2020. године, РТС се вратио коришћењу Беовизије како би одабрао својег представника. Србија се квалификовала 2018. и 2019. године. Након отказивања такмичења 2020, победник Беовизије 2020. Hurricane је интерно одабран од стране РТС-а да представља Србију 2021. године, са песмом која је такође интерно одабрана. Године 2022, РТС поново организује национално финале под именом Песма за Евровизију ’22 како би одабрала свог представника.

## Пре Евровизије

### Песма за Евровизију ’23
За 2023. годину, РТС поново је организовала национално финале под именом Песма за Евровизију ’23 како би одабрала свог представника. Учествовале су 32 песме. Све три такмичарске вечери су одржане у РТС-овим студијима 8 и 9.

#### Полуфинала
Прво полуфинале је одржано 1. марта 2023. године. Песме Мој први ожиљак на души коју је извела Нађа, Од јастука до јастука коју је извео Стефан Shy, Цвет са Истока коју је извео Принц, Нови план други сан коју је извео Филип Балош, Свадба или кавга коју су извели  Браћа Блуз бенд, Само ми се спава коју је извео Luke Black, Индиго који су извели Empathy Soul Project и Недоступан коју је извео Борис Суботић су прошле у финале. Елиминисане су песме Нови свет коју изводе Матија Цаната и Анђела Касијани, Мамим коју изводи Тијана Дапчевић, Иза дуге коју изводи Игор Станојевић, Ланац коју изводи Angellina, Временска зона коју изводе Херценшлус, Presidente коју изводи Саво Перовић, Осмех коју изводи Адем Мехмедовић и Чујемо се сутра коју изводи Филип Жмахер.
Друго полуфинале је одржано 2. марта 2023. године. Песме Грех коју је извео Džipsii, Девојка твог дечка коју је извела , Румба коју је извела Зејна, После мене коју је извео Filarri, Нека, нека коју су извеле Фрајле, Зуми зими зами коју су извеле Hurricane, Viva la Vida коју је извео Duo Grand и Либерта коју су извели Гифт су прошле у финале. Елиминисане су песме Ако схватим касно коју изводи Егрет, Старац дана коју изводи Eegor, Феномен коју изводи Милан Бујаковић, Као гром из ведра неба коју изводи Јелена Влаховић, Зато што волим коју изводе Игор Винс и Бане Лалић, Лоше процене коју изводи Andjela, У ноћима коју изводи Ивона и Тишина коју изводи Дорис Милошевић.

#### Финале
У финалу је учествовало 16 песама, по 8 које су се пласирале из сваког полуфинала. Победио је Luke Black са песмом Само ми се спава, и представљаће Србију на Песми Евровизије 2023. у Ливерпулу.
| #  | Извођач(и)           | Песма                   | Жири    | Жири  | Телегласање | Телегласање | Поени | Пласман |
| #  | Извођач(и)           | Песма                   | Гласови | Поени | Гласови     | Поени       | Поени | Пласман |
| -- | -------------------- | ----------------------- | ------- | ----- | ----------- | ----------- | ----- | ------- |
| 1  | Стефан               | Од јастука до јастука   | 32      | 7     | 6.131       | 4           | 11    | 6.      |
| 2  | Борис Суботић        | Недоступан              | 7       |       | 2.204       |             | 0     | 13.     |
| 3  |                      | Девојка твог дечка      | 8       | 2     | 4.424       | 2           | 4     | 8.      |
| 4  |                      |                         | 4       |       | 3.005       |             | 0     | 13.     |
| 5  | Нађа                 | Мој први ожиљак на души | 52      | 12    | 8.111       | 6           | 18    | 3.      |
| 6  | Фрајле               | Нека, нека              | 3       |       | 3.715       |             | 0     | 13.     |
| 7  |                      | Зуми зими зами          | 0       |       | 3.874       | 1           | 1     | 12.     |
| 8  | Браћа Блуз бенд      | Свадба или кавга        | 2       |       | 5.144       | 3           | 3     | 10.     |
| 9  |                      | Грех                    | 25      | 5     | 11.582      | 8           | 13    | 5.      |
| 10 |                      | Само ми се спава        | 49      | 10    | 20.070      | 10          | 20    | 1.      |
| 11 | Филип Балош          | Нови план други сан     | 41      | 8     | 8.529       | 7           | 15    | 4.      |
| 12 | Принц                | Цвет са Истока          | 31      | 6     | 20.398      | 12          | 18    | 2.      |
| 13 |                      | После мене              | 0       |       | 2.414       |             | 0     | 13.     |
| 14 | Гифт                 | Либерта                 | 17      | 4     | 3.115       |             | 4     | 9.      |
| 15 | Empathy Soul Project | Индиго                  | 12      | 3     | 2.170       |             | 3     | 11.     |
| 16 | Зејна                | Румба                   | 7       | 1     | 7.195       | 5           | 6     | 7.      |

| Детаљно гласање жирија у финалу | Детаљно гласање жирија у финалу | Детаљно гласање жирија у финалу | Детаљно гласање жирија у финалу | Детаљно гласање жирија у финалу | Детаљно гласање жирија у финалу | Детаљно гласање жирија у финалу | Детаљно гласање жирија у финалу | Детаљно гласање жирија у финалу |
| #                               | Песма                           | Л. Ковачевић                    | Д. Ђорђевић                     | Н. Божовић                      | Coby                            | А. Локнер                       | Укупно                          | Поени                           |
| ------------------------------- | ------------------------------- | ------------------------------- | ------------------------------- | ------------------------------- | ------------------------------- | ------------------------------- | ------------------------------- | ------------------------------- |
| 1                               | Од јастука до јастука           | 7                               | 8                               | 10                              |                                 | 7                               | 32                              | 7                               |
| 2                               | Недоступан                      | 1                               |                                 | 3                               | 3                               |                                 | 7                               | 0                               |
| 3                               | Девојка твог дечка              |                                 | 1                               | 2                               | 4                               | 1                               | 8                               | 2                               |
| 4                               |                                 |                                 |                                 | 4                               |                                 |                                 | 4                               | 0                               |
| 5                               | Мој први ожиљак на души         | 10                              | 10                              | 8                               | 12                              | 12                              | 52                              | 12                              |
| 6                               | Нека, нека                      |                                 |                                 | 1                               |                                 | 2                               | 3                               | 0                               |
| 7                               | Зуми зими зами                  |                                 |                                 |                                 |                                 |                                 | 0                               | 0                               |
| 8                               | Свадба или кавга                |                                 | 2                               |                                 |                                 |                                 | 2                               | 0                               |
| 9                               | Грех                            | 5                               | 3                               | 5                               | 6                               | 6                               | 25                              | 5                               |
| 10                              | Само ми се спава                | 12                              | 12                              | 7                               | 8                               | 10                              | 49                              | 10                              |
| 11                              | Нови план други сан             | 8                               | 6                               | 12                              | 7                               | 8                               | 41                              | 8                               |
| 12                              | Цвет са Истока                  | 4                               | 7                               | 10                              | 6                               | 4                               | 31                              | 6                               |
| 13                              | После мене                      |                                 |                                 |                                 |                                 |                                 | 0                               | 0                               |
| 14                              | Либерта                         | 6                               | 5                               |                                 | 1                               | 5                               | 17                              | 4                               |
| 15                              | Индиго                          | 3                               | 4                               |                                 | 2                               | 3                               | 12                              | 3                               |
| 16                              | Румба                           | 2                               |                                 |                                 | 5                               |                                 | 7                               | 1                               |

### Турнеја и испраћај
Дана 10. марта 2023, на позив ОГАЕ Шведске, Luke изводи своју песму Само ми се спава на журци пред Мелодифестивален 2023. Потом је по позиву исте организације присуствовао финалу Мелодифестивалена у публици. Потом, 2. марта се појављује на зеленом тепиху евровизијске преджурке у Тел Авиву, „Israel Calling”. Дан касније, Luke заједно са осталим учесницима „Israel Calling”-а посадио дрво у евровизијској шуми Тел Авива, а увече наступа као 18. на преджурци. Дана 7. и 8. априла наступа на мадридској евровизијској журци, а 16. априла на лондонској.
Дана 28. априла 2023, организован је испраћај српске евровизијске делегације којем су присуствовали амбасадор Украјине у Србији Володимир Толкач, амбасадорка Уједињеног Краљевства у Србији Шан Маклауд, представница Србије на Песми Евровизије 2022. Констракта и глумац Милош Биковић.

### Гласање

#### Поени

##### Поени додељени Србији
| Поени     | Телегласање                 |
| --------- | --------------------------- |
| 12 поена  |                             |
| 10 points | Хрватска                    |
| 8 поена   |                             |
| 7 поена   |                             |
| 6 поена   | Швајцарска                  |
| 5 поена   | Малта                       |
| 4 поена   | Финска                      |
| 3 поена   | - Азербејџан - Чешка        |
| 2 поена   | - Француска - Остатак света |
| 1 поен    | - Италија - Шведска         |

| Поени    | Телегласање | Жири                       |
| -------- | ----------- | -------------------------- |
| 12 поена |             |                            |
| 10 поена |             |                            |
| 8 поена  |             |                            |
| 7 поена  | Хрватска    |                            |
| 6 поена  | Словенија   |                            |
| 5 поена  |             |                            |
| 4 поена  |             | - Хрватска - Португал      |
| 3 поена  |             | Немачка                    |
| 2 поена  | Малта       |                            |
| 1 поен   | Швајцарска  | - Грчка - Исланд - Италија |

#### Поени које је доделила Србија
| Поени    | Телегласање |
| -------- | ----------- |
| 12 поена | Хрватска    |
| 10 поена | Финска      |
| 8 поена  | Чешка       |
| 7 поена  | Израел      |
| 6 поена  | Шведска     |
| 5 поена  | Норвешка    |
| 4 поена  | Молдавија   |
| 3 поена  | Португал    |
| 2 поена  | Летонија    |
| 1 поен   | Швајцарска  |

| Поени    | Телегласање | Жири      |
| -------- | ----------- | --------- |
| 12 поена | Финска      | Словенија |
| 10 поена | Хрватска    | Израел    |
| 8 поена  | Словенија   | Хрватска  |
| 7 поена  | Израел      | Финска    |
| 6 поена  | Шведска     | Аустрија  |
| 5 поена  | Норвешка    | Шведска   |
| 4 поена  | Чешка       | Француска |
| 3 поена  | Аустрија    | Шпанија   |
| 2 поена  | Италија     | Италија   |
| 1 поена  | Француска   | Чешка     |

###### Детаљно гласање Србије
Чланови српског жирија су били:
- Драган Ђорђевић
- Зоран Живановић (Жика Зана)
- Ана Ђурић (Констракта)
- Сандра Перовић
- Сара Јо

| #  | Држава               | Жири   | Жири   | Жири   | Жири   | Жири   | Жири        | Жири  | Телегласање | Телегласање |
| #  | Држава               | Члан А | Члан Б | Члан Ц | Члан Д | Члан Е | Ранг жирија | Поени | Ранг        | Поени       |
| -- | -------------------- | ------ | ------ | ------ | ------ | ------ | ----------- | ----- | ----------- | ----------- |
| 01 | Аустрија             | 3      | 7      | 6      | 2      | 19     | 5           | 6     | 8           | 3           |
| 02 | Португалија          | 22     | 19     | 20     | 24     | 15     | 20          |       | 19          |             |
| 03 | Швајцарска           | 12     | 18     | 17     | 15     | 13     | 15          |       | 18          |             |
| 04 | Пољска               | 23     | 15     | 19     | 22     | 21     | 21          |       | 13          |             |
| 05 | Србија               |        |        |        |        |        |             |       |             |             |
| 06 | Француска            | 7      | 5      | 7      | 10     | 5      | 7           | 4     | 10          | 1           |
| 07 | Кипар                | 16     | 17     | 16     | 7      | 8      | 12          |       | 15          |             |
| 08 | Шпанија              | 6      | 12     | 11     | 6      | 6      | 8           | 3     | 14          |             |
| 09 | Шведска              | 15     | 4      | 5      | 5      | 7      | 6           | 5     | 5           | 6           |
| 10 | Албанија             | 25     | 25     | 25     | 25     | 25     | 25          |       | 12          |             |
| 11 | Италија              | 11     | 9      | 10     | 8      | 9      | 9           | 2     | 9           | 2           |
| 12 | Естонија             | 19     | 22     | 18     | 19     | 23     | 22          |       | 20          |             |
| 13 | Финска               | 2      | 3      | 3      | 20     | 4      | 4           | 7     | 1           | 12          |
| 14 | Чешка                | 8      | 14     | 8      | 9      | 11     | 10          | 1     | 7           | 4           |
| 15 | Аустралија           | 18     | 21     | 23     | 23     | 24     | 23          |       | 22          |             |
| 16 | Белгија              | 10     | 10     | 15     | 13     | 14     | 13          |       | 21          |             |
| 17 | Јерменија            | 9      | 11     | 9      | 12     | 10     | 11          |       | 16          |             |
| 18 | Молдавија            | 21     | 24     | 12     | 14     | 17     | 18          |       | 11          |             |
| 19 | Украјина             | 14     | 13     | 13     | 18     | 18     | 17          |       | 24          |             |
| 20 | Норвешка             | 17     | 20     | 14     | 17     | 16     | 19          |       | 6           | 5           |
| 21 | Немачка              | 24     | 23     | 24     | 21     | 22     | 24          |       | 17          |             |
| 22 | Литванија            | 20     | 16     | 22     | 11     | 12     | 16          |       | 25          |             |
| 23 | Израел               | 4      | 1      | 2      | 3      | 3      | 2           | 10    | 4           | 7           |
| 24 | Словенија            | 1      | 2      | 1      | 1      | 1      | 1           | 12    | 3           | 8           |
| 25 | Хрватска             | 5      | 6      | 4      | 4      | 2      | 3           | 8     | 2           | 10          |
| 26 | Уједињено Краљевство | 13     | 8      | 21     | 16     | 20     | 14          |       | 23          |             |